# Novo Selo (Bulgaria)
Novo Selo (in bulgaro Ново село?) è un comune bulgaro situato nella regione di Vidin di 3 535 abitanti (dati 2009). La sede comunale è nella località omonima.

## Località
Il comune è formato dall'insieme delle seguenti località:
- Novo Selo (sede comunale)
- Florentin
- Jasen
- Negovanovci
- Vinarovo